# جيمس هايمان
جيمس هايمان (بالإنجليزية: James Hyman)‏ هو مذيع ومقدم تلفزيوني ودي جيه بريطاني، ولد في 18 أبريل 1970.

## وصلات خارجية
- الموقع الرسمي
- جيمس هايمان على موقع IMDb (الإنجليزية)
- جيمس هايمان على موقع ميوزك برينز (الإنجليزية)
- جيمس هايمان على موقع ديسكوغز (الإنجليزية)